# Pleasantville (Nova Jersey)
Pleasantville és una població dels Estats Units a l'estat de Nova Jersey. Segons el cens del 2007 tenia 18.814 habitants.

## Demografia
Segons el cens del 2000, Pleasantville tenia 19.012 habitants, 6.402 habitatges, i 4.366 famílies. La densitat de població era de 1.270 habitants/km².
Dels 6.402 habitatges en un 36,1% hi vivien nens de menys de 18 anys, en un 35% hi vivien parelles casades, en un 24,7% dones solteres, i en un 31,8% no eren unitats familiars. En el 24,5% dels habitatges hi vivien persones soles el 9,2% de les quals corresponia a persones de 65 anys o més que vivien soles. El nombre mitjà de persones vivint en cada habitatge era de 2,9 i el nombre mitjà de persones que vivien en cada família era de 3,44.
Per edats la població es repartia de la següent manera: un 30,4% tenia menys de 18 anys, un 9% entre 18 i 24, un 30,2% entre 25 i 44, un 19,2% de 45 a 60 i un 11,2% 65 anys o més.
L'edat mediana era de 33 anys. Per cada 100 dones de 18 o més anys hi havia 81,8 homes.
La renda mediana per habitatge era de 36.913 $ i la renda mediana per família de 40.016 $. Els homes tenien una renda mediana de 26.909 $ mentre que les dones 25.886 $. La renda per capita de la població era de 17.668 $. Aproximadament el 12,2% de les famílies i el 15,8% de la població estaven per davall del llindar de pobresa.

## Poblacions més properes
El següent diagrama mostra les poblacions més properes.